# Shesmovedon
Shesmovedon è un singolo del gruppo musicale britannico Porcupine Tree, pubblicato nel luglio 2000 come secondo estratto dal sesto album in studio Lightbulb Sun.

## Descrizione
Si tratta della quarta traccia del disco e come spiegato dal frontman Steven Wilson fa parte di quei brani che trattano le fasi della rottura della relazione, al pari di Russia on Ice, How Is Your Life Today? e Feel So Low.
Il singolo è stato commercializzato in tre edizioni differenti, ciascuna delle quali contenente b-side fino ad allora inedite. Cure for Optimism è stato interamente suonato da Wilson, mentre Untitled è un'improvvisazione che il gruppo che ha registrato in presa diretta il 15 marzo 2000; infine, la versione demo di Russia on Ice contenuta nell'edizione CD limitata è stata suonata dai soli Wilson e Colin Edwin.

## Tracce
Testi e musiche di Steven Wilson, eccetto dove indicato.
CD
1. Shesmovedon (Edit) – 3:50
2. Cure for Optimism – 6:13
3. Untitled – 8:52 (Richard Barbieri, Colin Edwin, Chris Maitland, Steven Wilson)

CD (edizione limitata)
1. Shesmovedon (Album Version) – 5:19
2. Russia on Ice (Demo Version) – 13:10 (Richard Barbieri, Colin Edwin, Chris Maitland, Steven Wilson)

7"
- Lato A

1. Shesmovedon (Edit) – 3:50

- Lato B

1. Novak – 3:50

## Formazione
Hanno partecipato alle registrazioni, secondo le note di copertina di Lightbulb Sun:
Gruppo
- Richard Barbieri – arrangiamento, sintetizzatore, organo Hammond, clavinet
- Colin Edwin – arrangiamento, basso fretless
- Chris Maitland – arrangiamento, batteria, cori
- Steven Wilson – arrangiamento, voce, chitarra, mellotron

Produzione
- Steven Wilson – produzione, registrazione
- Chris Blair – mastering

## Classifiche
| Classifica (2000) | Posizione massima |
| ----------------- | ----------------- |
| Regno Unito       | 84                |